# Campagne atlantique de mai 1794
Guerre de la Première Coalition
La campagne atlantique de mai 1794 est une série d'opérations militaires navales dans lesquelles la Channel Fleet (« flotte de la Manche ») de la Royal Navy cherche à stopper un convoi français parti des États-Unis en direction de la France, pendant les guerres de la Révolution française.
Elle est notamment marquée par une victoire britannique à la bataille du 13 prairial an II, bien que le convoi rejoint la France intact.

## Contexte
La France fait face à une famine à la suite des mauvaises récoltes à cause des différentes guerres avec ses voisins. Le conflit empêche les importations par voie terrestre. La seule nation disposée et capable de vendre des céréales à la Convention nationale est les États-Unis. L’importation de nourriture des Amériques est une entreprise très risquée, car la Royal Navy, en guerre avec la France depuis le début de 1793, patrouille une grande partie du passage de l’Atlantique. Afin d’assurer une protection efficace des navires impliqués, un plan est convenu entre la France et les États-Unis pour collecter les approvisionnements sur une période de plusieurs mois et les transporter en un seul convoi. Un point de rassemblement est aménagé à Hampton Roads dans la baie de Chesapeake.
Une escadre commandée par l’amiral Pierre Jean Van Stabel est envoyée à Hampton Roads pour assurer l’escorte. Vanstabel amènera le convoi dans le golfe de Gascogne, où une deuxième escadre sous le commandement de Joseph-Marie Nielly le renforcera pour le reste du voyage. Ensemble, ces officiers rassemblent six navires de ligne et de nombreuses embarcations plus petites. La principale flotte de bataille française de vingt-cinq navires sous le commandement de l’amiral Villaret de Joyeuse doit naviguer dans le golfe de Gascogne afin de défier la flotte britannique de la Manche si elle tente d’intercepter les approvisionnements. Le passage du convoi doit prendre environ deux mois, et il comprend 117 navires marchands transportant suffisamment de nourriture pour nourrir la France pendant un an.
Lord Howe, amiral de la flotte britannique de la Manche, est au courant de la nature et de la destination du convoi bien avant qu’il ne quitte la Chesapeake, et fait des préparatifs pour bloquer son passage. Envoyant plusieurs petites escadres pour protéger le commerce britannique traversant le golfe de Gascogne, Howe détache l’amiral George Montagu (en) avec six cuirassés pour rechercher le convoi dans le sud de la baie tandis que Howe emmène le gros de la flotte, vingt-six navires de ligne, patrouiller près de Brest.

## Déroulement

### Départ du convoi et prise de l'Atalante
Le convoi français quitte les eaux américaines le 2 avril et les convois britanniques destinés à l’Empire ont quitté Portsmouth le 2 mai. Howe utilise toutes ses forces pour les protéger jusqu’aux approches occidentales et le 5 mai, il envoie les frégates HMS Latona et HMS Phaeton près de Brest pour s’assurer de l’état des Français. Le même jour, deux navires français opérant indépendamment, la frégate de 36 canons Atalante commandée par le capitaine Charles Linois et la corvette Levrette, aperçoivent un convoi britannique naviguant vers le sud-ouest, à trois jours de Cork, et s’approchent pour enquêter. Le convoi que Linois a aperçu est sous la protection de deux navires de ligne, le Swiftsure sous le commandement du capitaine Charles Boyles et le HMS St Albans sous le commandement du capitaine James Vashon.
Alors que les frégates françaises se rapprochent de l’ouest et qu’elles sont conscientes qu’elles ne peuvent pas défendre l’ensemble du convoi sans une action directe immédiate, Boyles tourne le Swiftsure et le St Albans vers les nouveaux arrivants, hissant leurs drapeaux et le Swiftsure tirant trois coups de feu en direction du plus grand navire, l’Atalante. Linois donne l’ordre à ses navires de faire demi-tour et de mettre les voiles. Les navires français se séparent immédiatement. St Albans a ensuite suivi Levrette tandis que Swiftsure s’est concentré sur Atalante. Puis, après la tombée de la nuit, Levrette distance et échappe à St Albans. Linois ne peut échapper à la poursuite de Boyles et Swiftsure est assez proche pour ouvrir le feu à nouveau pendant une heure et demie jusqu’à ce qu’Atalante se retire une fois de plus hors de portée. Linois change de cap vers le sud, espérant que l’obscurité masquera la manœuvre et qu’Atlante pourra échapper à Boyles. La manœuvre a au contraire considérablement ralenti les Français. Boyles peut s’approcher à portée et tire sur le plus petit navire. Linois tente de riposter mais il est forcé de se rendre à cause des dégâts subits et du nombre de victimes conséquents.
Boyles fournit ensuite un équipage de prise à la frégate et emmène la plupart des membres d’équipage français survivants à bord de son propre navire en tant que prisonniers de guerre. Le 7 mai, des voiles sont aperçues à l’horizon. Ceux-ci sont rapidement identifiés comme étant trois navires de ligne français qui se hâtent d’intercepter et de capturer Swiftsure et Atalante. Ces navires font partie d’une escadre commandée par le contre-amiral Nielly qui a quitté Rochefort la veille. Donnant des ordres rapides, Boyles ordonne à l’équipage de l’Atalante de séparer leur navire du Swiftsure afin de forcer les Français à diviser leurs forces. La frégate et le vaisseau de ligne fuyant sur des routes différentes. L’Atalante échappe rapidement à la poursuite et s’échappe dans l’Atlantique, l’équipage de la prise réussissant même à remplacer la grand-voile endommagée au milieu de la poursuite avec l’aide des prisonniers français à bord. Swiftsure est plus lent mais Boyles est toujours en mesure d’augmenter la distance entre son navire et les Français pendant la journée, perdant finalement de vue ses poursuivants.

### Prise du convoi néerlandais
L'escadre britannique de Montagu effectue des raids commerciaux contre les navires marchands ennemis mais n’a toujours pas réussi à trouver le principal convoi de nourriture. Nielly rencontre un convoi britannique de Terre-Neuve et prend dix navires comme prises dont la frégate de trente-deux canons HMS Castor. Thomas Troubridge, capitaine du Castor, passe toute la campagne à bord du vaisseau amiral de Nielly, Sans Pareil. Montagu rencontre un certain succès le 15 mai, récupérant les navires marchands que Nielly avait pris, la corvette française Marie-Guiton et des renseignements précis sur la direction et la taille du convoi français. Reprenant sa patrouille au milieu de l’Atlantique, Nielly retrouve le convoi en provenance d’Amérique quelques jours plus tard et transfère deux de ses navires à l’escorte de Van Stabel pour renforcer les défenses du convoi. Il retourne ensuite dans l’Atlantique Est à la recherche de signes d’activité britannique qui pourraient constituer une menace pour son passage. Il envoie également des frégates à Villaret, transportant des informations sur l’emplacement et la vitesse du convoi. Tandis que Nielly et Montagu cherchent en mer, Howe emmène sa flotte dans une série de croisières dans le golfe de Gascogne dans l’espoir de rattraper le convoi. Entre le 5 et le 18 mai, il ne trouve rien et retourne donc à Brest, où ses frégates de reconnaissance annoncent le départ de la flotte de bataille française. Le 16 mai 1794, la flotte française quitte le port.
Profitant d’un épais brouillard, Villaret a navigué la veille, ses navires passant à portée de voix de la flotte britannique. L’amiral français est sur la piste de l’escadre de Nielly. Son intention est de rencontrer à la fois Nielly et le convoi et d’unir ses forces. Avec un nombre supérieur, il serait alors en mesure d’escorter le convoi vers la France en toute sécurité. Ayant échappé à Howe et encore quelques jours avant son rendez-vous prévu, Villaret remporte un succès inattendu lorsqu’il rencontre un convoi néerlandais de 53 navires. Ses escortes, l’Alliance et le Waakzaamheid, s’enfuient à la vue de l’approche de la flotte française, et Villaret est libre d’attaquer le convoi, capturant vingt navires marchands.
Howe se rend compte que la direction du départ de Villaret le mène directement sur la route prévue par l’amiral Montagu et que si Montagu rencontrait Villaret, l’escadre britannique serait détruite. Se lançant à sa poursuite, Howe suit Villaret dans l’Atlantique le 20 mai. Le lendemain, les navires de Howe reprennent dix des navires marchands néerlandais perdus, mais il est forcé de les brûler car les équiper de marins britanniques affaiblirait sa propre flotte déjà en sous-effectif. Les prisonniers de ces navires donnent à Howe l’information que la flotte française n'est qu’à une courte distance en avant, mais qu’elle a déjà été rejointe par un autre navire de l’escadre de Nielly ainsi que par plusieurs frégates. Désormais convaincu que Montagu est en sécurité au sud-ouest, Howe continue dans l’espoir d’amener Villaret au combat dans la semaine. Le 23 mai, cependant, la flotte britannique est poussée vers le sud par des vents violents et doit lentement se diriger vers le nord pour retrouver la route française. Le détour lui permet cependant de reprendre et de détruire quatre autres prises néerlandaises de Villaret.

### Actions du 29 mai

#### 25-28 mai
Le matin du 25 mai, la poursuite de Howe porte enfin ses fruits, lorsque ses frégates de reconnaissance repèrent un seul navire de ligne français. Ce navire aperçoit en même temps les forces de Howe et s’enfuit immédiatement en direction de la flotte française. Le cuirassé en fuite laisse derrière lui un navire marchand américain qu’il avait remorqué, qui, lorsqu’il est pris, a rapporté que le navire français était l’Audacieux, de l’escadre de Nielly. Poursuivant l’Audacieux après avoir brûlé la prise américaine, la flotte britannique envahit et brûle également deux corvettes françaises, la Républicaine et l’Inconnue. Poursuivant sa poursuite au cours des trois jours suivants, le 28 mai, les vigies de Howe repèrent les Français au sud-est, possédant une position avantageuse.
Alors que son ennemi est visible du pont de son vaisseau amiral à 6 heures et demie, Howe rappelle ses frégates et ordonne à sa flotte d’appuyer sur toutes les voiles dans l’espoir d’engager l’arrière de la ligne française dispersée. Un quart d'heure plus tard, la poursuite de Howe rend sa propre ligne de bataille déchiquetée mais il persiste, croyant que Villaret a l’intention d’utiliser sa position avantageuse pour le distancer et s’échapper. Pour contrer cela, Howe ordonne à ses navires les plus rapides de rejoindre une escadre volante sous le commandement de l’amiral Thomas Pasley. Cette escadre est nettement plus rapide que la majorité des navires des deux flottes et se rapproche rapidement de l’arrière français. Les premiers coups de feu de l’engagement sont tirés à 14 heures et demie par le HMS Russell, commandé par John Willett Payne, qui réussit à tirer à longue distance sur les navires français les plus à l’arrière sur l’amure opposée. Les Français ripostent mais sans effet significatif. Dans une tentative de tenir l’escadron de Pasley à distance, à 17 heures, le Révolutionnaire français échange sa place avec les plus petits de troisième rang à l’arrière de la ligne et engage le navire britannique qui le poursuit. Cette manœuvre aurait été menée à l’initiative du capitaine Daniel Vandongen de Révolutionnaire, sans ordre de l’amiral Villaret ou de son observateur politique Jeanbon Saint-André.
Grâce à un virement de bord vif et habile, le HMS Bellerophon, l’un des navires les plus lents de l’avant-garde britannique, réussit à amener le Révolutionnaire à l’action à 18 heures. Les navires échangent des tirs pendant vingt minutes, le Bellerophon, plus faible, subissant de graves dommages à son gréement, et se repliant pour être remplacé par le HMS Marlborough sous le commandement du capitaine George Cranfield Berkeley. Marlborough fut rejoint par le HMS Russell et le HMS Thunderer, et à eux deux, ils tirent sur une grande partie du gréement du Révolutionnaire, de sorte qu’à 19 heure et démie, il est incontrôlable. Le HMS Leviathan se joint également à l’action, tirant sur un navire non identifié devant le Révolutionnaire. Inquiet que l’escadre de Pasley ne soit coupée du corps principal de sa flotte, Howe les rappelle sur la ligne britannique à 20 heure. Tous s’exécutent, à l’exception du HMS Audacious, nouvellement arrivé, commandé par le capitaine William Parker. L’Audacious engage le Révolutionnaire si près qu’il ne peut pas se retirer en toute sécurité et bien que son artillerie ait finalement démâté son énorme adversaire, l’Audacious subit de graves dommages.
Ce n’est qu’à 22 heures que l’Audacious et le Révolutionnaire se dégagent et se séparent en boitant, leurs flottes respectives étant maintenant quelque peu éloignées. L’équipage de l’Audacious affirme fait des efforts acharnés pour réparer son navire et rejoindre la flotte britannique pendant la nuit, mais est désorienté et au matin, l’Audacious n’est encore qu’à un demi mile de son ancien adversaire. Le Révolutionnaire a souffert beaucoup plus sévèrement que l’Audacious, mais a survécu à la rencontre sans être arraisonné grâce à un signal mal interprété par le capitaine Albemarle Bertie de Thunderer, qui n’a pas réussi à prendre possession du trois-ponts démâté lorsqu’il en a reçu l’ordre. Pendant la nuit, Villaret envoie des renforts pour secourir le Révolutionnaire et, à l’aube du 29 mai, Parker voit que son grand adversaire serait bientôt soutenu par le navire de ligne Audacieux, la frégate Bellone et deux corvettes. Une fois de plus, l’Audacious est prise sous le feu du Révolutionnaire, ne lui laissant d’autre choix que de fuir cette force supérieure. L’Audacious est poursuivi pendant une demi-heure par Bellone et les corvettes, avant de les perdre dans une bourrasque de pluie.

#### 29 mai

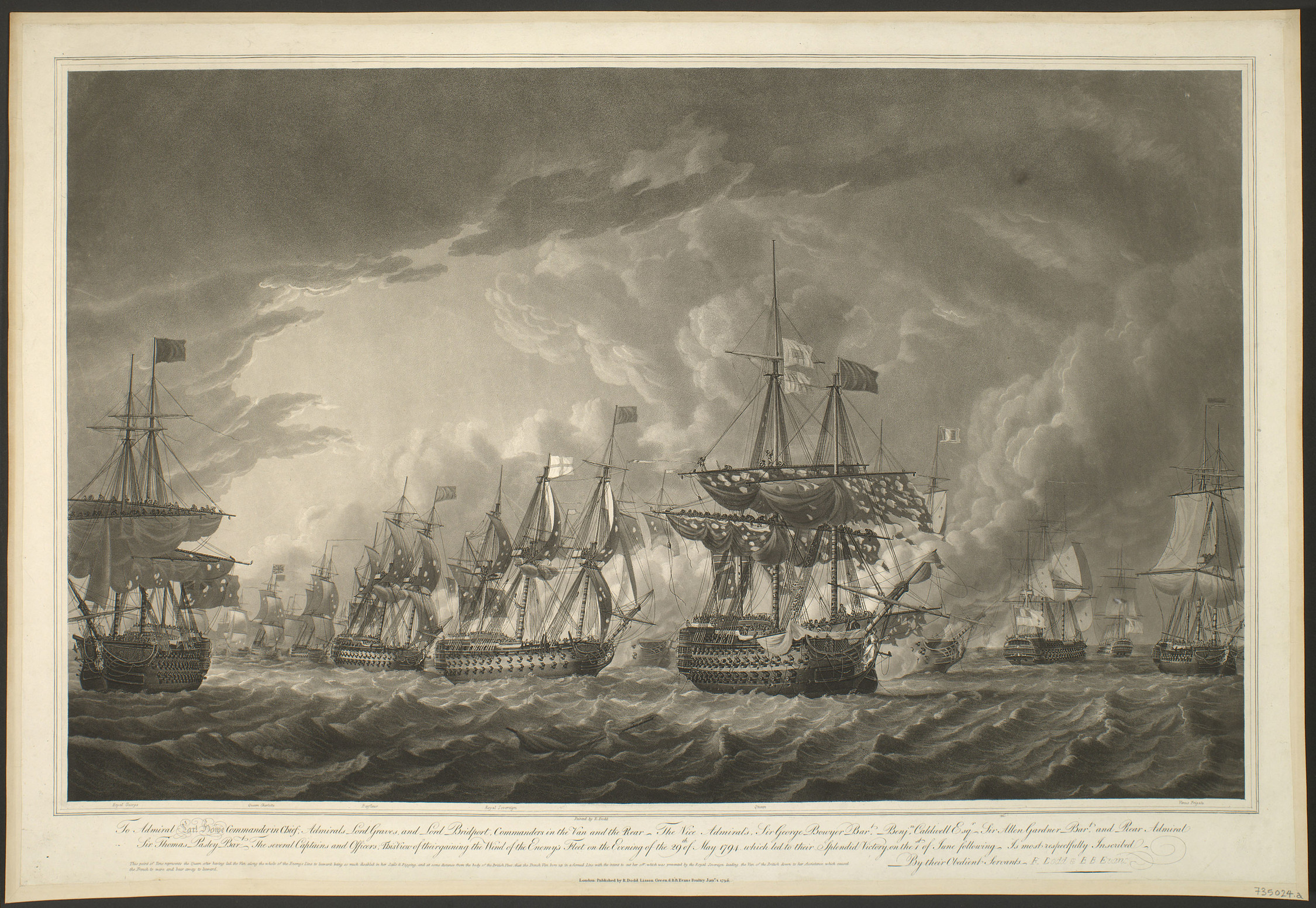
À l’amiral Earl Howe, commandant en chef ; les amiraux Lord Graves et Lord Bridport [...] cette vue de leur prise de vent par la flotte ennemie dans la soirée du 29 mai 1794, qui a conduit à leur splendide victoire le 1er juin suivant..., Robert Dodd, 1795.

Avec l’Audacious et le Révolutionnaire perdus dans l’obscurité derrière eux, les flottes britannique et française continuent leur route vers l’ouest en direction du rendez-vous du convoi. À l’aube du 29 mai, la flotte britannique voit l'Audacieux se retirer vers l’est mais ne le suit pas, se concentrant sur la principale ligne française dans l’espoir de provoquer un engagement décisif. Howe ordonne à ses navires de poursuivre l’arrière de l’ennemi et la ligne britannique est placée sur un bord destiné à couper la ligne française et à isoler et capturer les navires à l’est de la coupe. Le capitaine Anthony Molloy à bord du HMS Caesar est choisi pour mener l’attaque car son navire est le plus rapide de la flotte, mais la manœuvre a été un échec complet en raison du refus inexplicable de Molloy de se rapprocher de l’ennemi. Au lieu de cela, le Caesar et le HMS Queen ouvrent le feu à distance sur les navires français les plus à l’arrière. Les fourgons des flottes adverses se sont ensuite livrés à un duel de bordée à longue portée à partir de 10 heure. Cela inflige de légers dommages des deux côtés, le plus touché étant le Montagnard français.
N’ayant pas réussi à couper la ligne française à sa première tentative, Howe redonne l’ordre à 12 heure er demie. Une fois de plus, le Caesar doit ouvrir la voie, avec l’intention de diviser la flotte ennemie en deux. Le capitaine Molloy refuse alors d’exécuter l’ordre, signalant sans raison que le Caesar est incapable de virer de bord, puis faisant demi-tour et naviguant vers l’est à l’extérieur de la flotte britannique, plutôt que vers l’ennemi. Ce mouvement inattendu jette les navires suivants dans un état de confusion. Le Queen, venant derrière Caesar, tente d’obéir seul au signal de Howe mais est gravement endommagé par un coup de feu et son capitaine John Hutt est mortellement blessé. Incapable de manœuvrer efficacement, le Queen passe à l’extérieur de la ligne française, tirant au fur et à mesure>.
Son plan en lambeaux, Howe répond par l’exemple, menant son vaisseau amiral, le HMS Queen Charlotte, vers la ligne française qui devance rapidement les Britanniques, contournant les méandres du Caesar. Le Queen Charlotte tente d’abord de percer les Français entre le sixième et le septième navire par l’arrière, mais ne peut pas atteindre cet écart et navigue plutôt entre le cinquième et le sixième, ratissant le sixième navire Éole à bout portant. Bellerophon et Hugh Seymour du Leviathan suivent de près le vaisseau amiral. Les deux cuirassés tentent de couper entre les navires français suivants. Bellérophon réussit, le Léviathan l’empêche en endommageant son heaume. Cette manœuvre change le cours de la bataille, car les navires de Howe isolent et ratissent le Terrible, le Tyrannicide et l’Indomptable, forçant Villaret à abandonner ses navires ou à sacrifier sa position pour les sauver.
Tandis que Howe poursuit le gros de la flotte française, maintenant à la traîne du Terrible endommagé, le reste de sa flotte le suit, bombardant le Tyrannicide et l’Indomptable déjà meurtris à leur passage. Alors que le HMS Orion, le HMS Invincible et le HMS Barfleur traversent tour à tour les Français, Villaret fait demi-tour pour faire face à Howe. Encouragé par la désobéissance de Caesar, il sacrifie délibérément la position avantageuse, croyant que la flotte de Howe est plus endommagée qu’il n’y paraissait. Tous les navires de Villaret le suivent à l’exception du Montagnard qui refuse de faire demi-tour, prétextant être gravement endommagé. La manœuvre de Villaret isole bientôt le Queen Charlotte, le Belerophon et le Leviathan, qui sont contraints de battre en retraite précipitamment devant le gros des forces françaises. Après avoir repoussé les navires menaçant l’Indomptable et le Tyrannicide, Villaret reforme sa flotte et essaie de s’échapper vers l’ouest, suivi de près par le fourgon britannique qui tient maintenant la position avantageuse qu'occupait Villaret au début de l'action. Les deux flottes sont trop endommagées pour continuer l’action ce jour-ci et les tirs cessent à 17 heure. Dans la soirée, les flottes se trouvent à environ 10 milles nautiques (19 kilomètres) l’une de l’autre, naviguant vers le nord-ouest. Tous deux effectuent des réparations à la hâte et tentent de se préparer à ce que tous supposent être une autre journée de bataille, le 30 mai. La flotte britannique a subi 67 tués et 128 blessés au cours des combats de la journée.

#### Prise du Castor

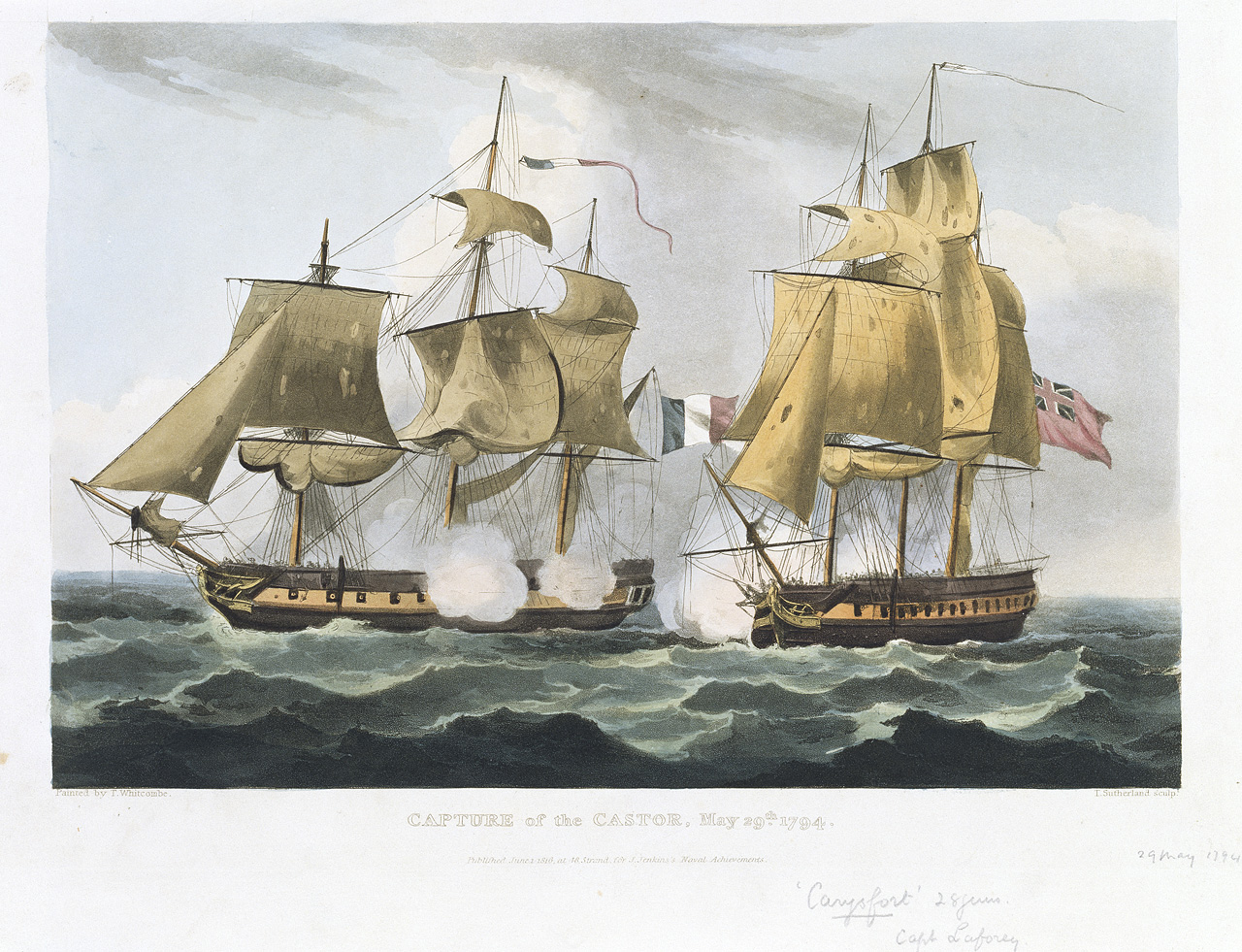
Prise du Castor, 29 mai 1794, Thomas Whitcombe, 1816.

Séparé des navires de Nielly, le capitaine L’Huillier retourne vers l’Europe avec le navire néerlandais en remorque. Alors que les flottes et les escadres françaises fouillent l’Atlantique Est à la recherche du convoi, la Royal Navy est tout aussi active avec un certain nombre d’escadres et de navires de guerre naviguant indépendamment en complément de la flotte principale sous le commandement de Howe. L’un de ces navires est la petite frégate HMS Carysfort commandée par le capitaine Francis Laforey. Laforey navigue dans l’Atlantique Est à la recherche de signes du convoi français lorsque, le 29 mai, ses vigies aperçoivent deux voiles devant lui. Laforey s’avance immédiatement sur les étranges voiles, qui se révèlent bientôt être celles du Castor et du navire marchand néerlandais. Avec Carysfort qui s’abat sur lui, L’Huillier largue les amarres et se prépare au combat, rencontrant la frégate britannique qui approche avec une bordée. L’engagement se déroule à bout portant et avec peu de manœuvres de part et d’autre, les navires échangeant des bordées pendant une heure et quinze minutes avant que L’Huillier ne se rende.
Son navire est lourdement battu lors de l’échange, le grand mât de hune est renversé et le mât principal et la coque sont gravement endommagés. Le navire néerlandais s’est d’abord échappé, mais a ensuite été capturé et sa valeur a finalement été incluse dans la prise en argent payée pour Castor. Laforey place une équipe d’abordage à bord du Castor, qui a découvert un officier et 18 marins britanniques retenus prisonniers sous les ponts, faisant partie de l’équipage d’origine du navire. Ces hommes sont libérés et rejoignent l’équipage de la prise pour ramener le navire en Grande-Bretagne.

### Préparatifs entre les actions
Le matin du 30 mai, Howe envoie un signal à tous ses capitaines pour leur demander s’ils considèrent leurs navires prêts au combat. Tous, sauf Caesar, répondent par l’affirmative et Howe pousse ses navires à la poursuite des Français qui battent en retraite. Bien qu’il détienne la position stratégique, la poursuite de Howe est bientôt entravée par la descente du brouillard et incapable de voir ou d’affronter l’ennemi tout au long de la journée, l’amiral craint d’avoir perdu l’occasion de se battre. Cependant, le 31 mai, le brouillard s’est dissipé et les Français sont toujours en vue au nord. À la surprise des Britanniques, aucun des 26 cuirassés de la flotte française ne semble présenter de dommages de combat, alors que de nombreux navires britanniques ont un gréement endommagé et des coques abîmées. Villaret profite du brouillard pour réorganiser ses forces, perdant le Montagnard et la frégate Seine au profit du convoi, mais gagnant le cuirassé indépendant Trente-un-Mai et l’escadre de Nielly, composée de Sans Pareil, Trajan et Téméraire.
Tout au long du 31 mai, la flotte de Howe se rapproche des Français, profitant pleinement de l’avantage de la position avantageuse. À 17 heure, les flottes sont à 9 kilomètres l’une de l’autre, mais à 19 heure, Howe donne l’ordre de garder ses navires hors de portée de tir mais à portée de tir des Français. Il ne veut pas que la confusion du 29 mai se répète et préfère retarder tout combat jusqu’à ce qu’il soit assuré d’une journée entière pour le mener, afin que ses signaux ne soient pas obscurcis ou mal interprétés. Pendant la nuit, les flottes restent en contact visuel et aux premières lueurs du jour du 1er juin, les Britanniques n’e sont plus qu’à 11 kilomètres de la flotte de Villaret et s’organisent en vue d’attaquer une fois de plus. Les deux flottes naviguent maintenant en direction de l’ouest, Villaret espérant toujours éloigner Howe du convoi.